# Felice Vinci
Felice Vinci (* 1946 in Rom) ist ein italienischer Atomingenieur und Amateurhistoriker.
Seit den frühen 1990er Jahren beschäftigt er sich mit der Frage der Lokalisierung der historischen Orte aus der griechischen Mythologie.
In seinem 1995 veröffentlichten Hauptwerk »Omero nel Baltico« (Homer an der Ostsee) stellt er seine Thesen vor, wie viele Widersprüche der mediterranen Verortung der griechischen Mythen gelöst werden könnten.

## Omero nel Baltico
Die Hauptthese des Werkes „Omero nel Baltico“ besagt, dass die Handlung der Ilias und der Odyssee sich im Norden Europas zugetragen habe. Vinci geht von Texten Plutarchs aus, nach denen die Insel Ogygia, auf der Kalypso den Odysseus festgehalten habe, bevor er nach Ithaka zurückkehren konnte, im Nordatlantik liege, „fünf Segeltage von Britannien“ entfernt.
Vinci begründet diese These damit, dass ein post-glaziales klimatisches Optimum, das für einige tausend Jahre ein ungewöhnlich warmes Klima verursachte und sich erst gegen 2000 v. Chr. abschwächte, die Ursache sei, dass eine Vielzahl von Volksgruppen Richtung Süden wanderten und ihre Mythen und Erzählung mit sich genommen habe. An ihren späteren Siedlungsorten hätten die ausgewanderten Gruppen versucht, ihre verlorene Heimat zumindest durch die Benennung der neuen Gebiete zu erhalten, was, nach Vinci, zu den heutigen Schwierigkeiten mit der Lokalisierung der in der Ilias und der Odyssee genannten Orte geführt habe.

### Argumente für die These
Die von Homer beschriebene Topographie passt gut auf die gefundenen nördlichen Lokalitäten, wo sie im Mittelmeerraum zweifelhaft scheinen. Zum Beispiel:
- Ithaka wäre die kleine Insel Lyø im Südwesten des dänischen Archipels,
- die Peloponnes als „fruchtbare Ebene“ (entspricht laut Vinci dem dänischen Seeland),
- die lange Insel „Dulichion“, die bei Ithaka liegen soll und deren genaue Lokalisierung strittig ist, entspricht laut Vinci dem dänischen Langeland,
- eine Umkehrung der Flussströmung wie sie Homer beschreibt (Od. V, 451-453) ist im Mittelmeer nicht bekannt, aber in Skandinavien bei Flut auch heute noch zu beobachten,
- die weite „Hellespontische See“, an der Troja liegen soll, ist im Mittelmeer die Meeresenge der Dardanellen (Lage nach Vinci siehe nächster Block).

Vinci findet Orte und Regionen, die historisch und teilweise noch heute, in ihrer Bezeichnung an Völker, Orte und Städte aus Homers Erzählungen stammen. Zum Beispiel:
- der Historiker Saxo Grammaticus nennt im Osten der Ostsee mehrfach den Ort „Hellespont“ und die dort Lebenden „Hellespontier“.
- im Westen Helsinkis liegen Ortsnamen die den Verbündeten Trojas und Troja selbst entsprechen: 
 Askainen (Ascanius), Karis (Caria), Naesti (Nastes, der Anführer der Karer), Lyoekki (Lykien), Tenala (Tenedos), Kiila (Cilla), Raisio (Rhesus), Kiikoinen (die Kikonen) usw. sowie das Dorf Toija.

Klimatische Bedingungen aus den Erzählungen passen deutlich besser in nordische Breitengrade. Zum Beispiel:
- „die Nacht war schlecht, nachdem Nordwind fiel/und frostig; dann fing der Schnee an, wie eisiger Frost zu fallen / und Eis erstarrt auf unseren Schildern“ (Od. XIV, 475-477)
- In der Ilias wird auch nachts gekämpft. Die Lichtverhältnisse sind dazu aufgrund der Polartage deutlich besser geeignet als spärliches Mondlicht in südlichen Breiten.

Archäologische Funde u. a. von bronzezeitlichen Siedlungen (s. auch Nordische Bronzezeit) untermauern, dass sich in diesen nördlichen Regionen Menschen bereits sesshaft geworden waren.

### Argumente gegen die These
Genauso wie die Hauptargumente von Vinci bessere Übereinstimmung mit geografischen Beschreibungen sind, so passen laut Vincis Kritiker die Beschreibung von Ithaka und von anderen Inseln als steil und bergig nicht mit den dänischen Inseln zusammen.
Insbesondere beschreibt Homer Ithaka mit einem gut sichtbaren Berg, mit einem sehr gut geschützten Naturhafen in dessen Nähe die Höhle der Nymphe ist, und das ganze Inselgebiet als so steil, dass keine Pferde auf der Insel benützt werden. Zudem sei zwischen Ithaka und der Insel Same eine felsige Meeresenge mit dem kleinen felsigen Inselchen Asteris in der Mitte. Das moderne griechische Ithaka entspricht genau dieser Beschreibung, dagegen ist Ærø eine kleine flache Insel ohne gut geschützte Bucht und ohne Höhlen. Zwischen Ithaka und Kefalonia (das oft mit dem homerischen Same gleichgesetzt wird) ist ein Meeresenge mit einem felsigen Inselchen, dagegen gibt es keine Meeresenge zwischen Ærø und Lyø (das antike Same nach Vinci) und die Dänische Südsee kann dort nicht als felsig bezeichnet werden.

## Werke
- Felice Vinci: Homericus nuncius : il mondo di Omero nel Baltico. M. Solfanelli, Chieti 1993, ISBN 88-7497-532-5.
- Felice Vinci: Omero nel Baltico : saggio sulla geografia omerica.  Fratelli Palombi, Roma 1995, ISBN 88-7621-474-7. (5. überarbeitete und erweiterte Ausgabe 2009, ISBN 9788860601537)

Englische Übersetzung von Felice Vinci und Amalia Di Francesco: The Baltic Origins of Homer's Epic Tales: The Iliad, the Odyssey, and the Migration of Myth. Inner Traditions, Rochester 2005, ISBN 1594770522.
Schwedische Übersetzung von Lennart Kankaanranta: Skandinaviskt ursprung för Homeros dikter : utspelade sig Iliadens och Odysséens äventyr i Östersjön och Nordatlanten? Lumio, Hedenäset 2009, ISBN 978-91-85889-21-1.
Deutsche Übersetzung: Homer an der Ostsee : Ilias und Odyssee kamen aus Nordeuropa. Verlag Traugott Bautz, Nordhausen 2012, ISBN 978-3-88309-760-2.
Sekundärliteratur
- Frank Schmidt: Odysseus in der dänischen Südsee. Mohland, Goldebek 2006, ISBN 978-3-93612-080-6